# Politiek in Suriname
De politiek in Suriname wordt gevormd door een parlementaire democratie, met een regering onder leiding van een president en vicepresident. De uitvoerende macht wordt uitgeoefend door de president en de Raad van Ministers. De wetgevende macht wordt uitgeoefend door De Nationale Assemblée.

## Politiek langs etnische lijnen
In Suriname wordt grotendeels niet ideologisch gestemd, zoals sociaaldemocratisch of liberaal, maar langs etnische lijnen. Ook in de jaren 2020 zijn de partijen nog steeds grotendeels naar bevolkingsgroep bepaald, al verschuift dat langzaam. Ramsewak Shankar, president van 1987 tot 1990, zei hierover: "We hebben de onafhankelijkheid op een gouden dienblad gekregen. We hebben er niet voor gevochten en daarom is er geen eenheid onder het volk ontstaan. We hebben hier in Suriname geen Surinamers. We hebben creolen, we hebben Hindoestanen, we hebben Javanen, we hebben Chinezen, Joden, wat dan ook."
Enigszins vormt hier de Nationale Democratische Partij een uitzondering op. Deze partij is uit het militaire regime voortgekomen. Andere partijen, met name de Vooruitstrevende Hervormings Partij (VHP), gaan sinds de jaren 2010 in de multi-etnische trend mee, zij het in een traag proces. 

## Parlement
De eerste politieke volkspartij van Suriname, de Moeslim Partij, werd in circa april/mei 1946 opgericht. Zo'n drie maanden later volgde de oprichting van de Progressieve  Surinaamse Volkspartij.
Suriname heeft een eenkamerstelsel die gevormd wordt door De Nationale Assemblée. Voor de Surinaamse onafhankelijkheid heette het parlement de Staten van Suriname en ervoor de Koloniale Staten. Sinds 2020 is er een Constitutioneel Hof dat desgevraagd wetten toetst. De huidige grondwet van Suriname dateert van 30 september 1987.

### Eerste vertegenwoordiger per bevolkingsgroep
De volgende politici waren de eerste uit hun bevolkingsgroep die toetraden tot het parlement:
- Hindoestanen, 1930: Clemens Ramkisoen Biswamitre[3]
- Javanen, 1938: Hendrik Miskin[3][4]
- Chinezen, 1946: Jozeph Enwoei Ho A Sjoe[3]
- Marrons, 1963: Wilfred Liefde[3]
- Inheemsen, 1974: Eugène Arichero[3]

## Regionaal niveau

### Districtsraden en ressortraden
Op regionaal niveau worden districtsraden gekozen en districtscommissarissen (dc's) aangewezen. Dc's vertegenwoordigen alle burgers in het (deel)district en worden daarom ook wel burgervader of burgermoeder genoemd. Op lokaal niveau zijn er ressortraden met uit hun midden gekozen voorzitters.

### Inheemsen en marrons
De inheemsen en marrons kennen daarnaast een vertegenwoordiging op volks- en dorpsniveau. De leider van een volk wordt meestal granman genoemd, de leider van een dorp een kapitein of gewoonweg dorpshoofd.
Trio/Wayana (lijst) · 
Aluku (lijst) · 
Aukaners (lijst) · 
Kwinti (lijst) · 
Matawai (lijst) · 
Paramaccaners (lijst) · 
Saramaccaners (lijst)
politiek in Suriname · granman · kapitein · basja